# Neolasioptera lycopi
Neolasioptera lycopi är en tvåvingeart som först beskrevs av Ephraim Porter Felt 1907.  Neolasioptera lycopi ingår i släktet Neolasioptera och familjen gallmyggor. Inga underarter finns listade i Catalogue of Life.